# بيفل كوفاشيف
بيفل كوفاشيف (بالبلغارية: Павел Ковачев)‏ هو لاعب كرة قدم بلغاري في مركز الدفاع، ولد في 27 يوليو 1987 في ستارا زاغورا في بلغاريا. لعب مع سسكا صوفيا ونادي بيروي ستارا زاغورا ونادي كاوناس ونادي لوكوموتيف بلوفديف.